# Panama az 1992. évi nyári olimpiai játékokon
Panama a spanyolországi Barcelonában megrendezett 1992. évi nyári olimpiai játékok egyik részt vevő nemzete volt. Az országot az olimpián 4 sportágban 5 sportoló képviselte, akik érmet nem szereztek.

## Atlétika
Férfi
| Versenyző         | Versenyszám | Előfutam | Előfutam | Előfutam | Negyeddöntő | Negyeddöntő | Negyeddöntő | Elődöntő | Elődöntő | Elődöntő | Döntő   | Döntő    |
| Versenyző         | Versenyszám | Idő      | Hely.    | Össz.    | Idő         | Hely.       | Össz.       | Idő      | Hely.    | Össz.    | Idő     | Helyezés |
| ----------------- | ----------- | -------- | -------- | -------- | ----------- | ----------- | ----------- | -------- | -------- | -------- | ------- | -------- |
| Florencio Aguilar | 100 m       | 10,89    | 5.       | 55.      | kiesett     | kiesett     | kiesett     | kiesett  | kiesett  | kiesett  | kiesett | kiesett  |

## Birkózás
Kötöttfogású
| Versenyző     | Versenyszám | Csoportkör                                                                           | Csoportkör | Helyosztók        | Helyosztók        | Helyosztók        | Bronz- mérkőzés   | Döntő             | Helyezés    |
| Versenyző     | Versenyszám | Csoportkör                                                                           | Csoportkör | 9. helyért        | 7. helyért        | 5. helyért        | Bronz- mérkőzés   | Döntő             | Helyezés    |
| Versenyző     | Versenyszám | Ellenfél Eredmény                                                                    | Hely.      | Ellenfél Eredmény | Ellenfél Eredmény | Ellenfél Eredmény | Ellenfél Eredmény | Ellenfél Eredmény | Helyezés    |
| ------------- | ----------- | ------------------------------------------------------------------------------------ | ---------- | ----------------- | ----------------- | ----------------- | ----------------- | ----------------- | ----------- |
| Ramón Meña    | 52 kg       | B csoport · Jon Rønningen (NOR) · 0-17 · Saïd Tango (MAR) · 5-2 · visszalépett       | 8.         | kiesett           | kiesett           | kiesett           | kiesett           | kiesett           | helyezetlen |
| Luis Sandoval | 100 kg      | B csoport · Növényi Norbert (HUN) · 0-5 (kétvállas) · Andreas Steinbach (GER) · 0-17 | 7.         | kiesett           | kiesett           | kiesett           | kiesett           | kiesett           | helyezetlen |

## Súlyemelés
| Versenyző        | Versenyszám | Szakítás | Szakítás | Lökés    | Lökés    | Összesen | Helyezés |
| Versenyző        | Versenyszám | Eredmény | Helyezés | Eredmény | Helyezés | Összesen | Helyezés |
| ---------------- | ----------- | -------- | -------- | -------- | -------- | -------- | -------- |
| Matilde Ceballos | 60 kg       | 110,0    | 26.      | 130,0    | 27.      | 240,0    | 27.      |

## Úszás
Férfi
| Versenyző      | Versenyszám  | Előfutam | Előfutam | Előfutam | Döntő   | Döntő   | Döntő   | Helyezés |
| Versenyző      | Versenyszám  | Idő      | Hely.    | Össz.    | Típus   | Idő     | Hely.   | Helyezés |
| -------------- | ------------ | -------- | -------- | -------- | ------- | ------- | ------- | -------- |
| Ricardo Torres | 100 m mell   | 1:06,05  | 6.       | 41.      | kiesett | kiesett | kiesett | kiesett  |
| Ricardo Torres | 200 m mell   | 2:21,93  | 7.       | 34.      | kiesett | kiesett | kiesett | kiesett  |
| Ricardo Torres | 200 m vegyes | 2:12,01  | 6.       | 41.      | kiesett | kiesett | kiesett | kiesett  |